# مازا كوين
مازا كوين (بالإنجليزية: MazaCoin)؛ (الرمز: MZC) هي عملة معماة تم إطلاقها في عام 2014، تبناها بعض الأمريكيين الأصليين لمحاربة حكومة الولايات المتحدة.

## روابط خارجية
- الموقع الرسمي